# Arcivescovo del Galles
L'ufficio dell'arcivescovo del Galles fu creato nel 1920, quando la Chiesa anglicana in Galles fu sciolta per formare la Chiesa in Galles. A differenza degli arcivescovi delle altre province della Chiesa anglicana, l'arcivescovo è anche vescovo di una delle diocesi del Galles.
L'attuale Arcivescovo è il Rev.mo John Davies (Vescovo di Swansea e Brecon), eletto nel settembre 2017.

## Elenco dei vescovi
| Arcivescovi del Galles | Arcivescovi del Galles | Arcivescovi del Galles | Arcivescovi del Galles                                                                  |
| Da                     | A                      | Nome                   | Note                                                                                    |
| ---------------------- | ---------------------- | ---------------------- | --------------------------------------------------------------------------------------- |
| 1920                   | 1934                   | Alfred George Edwards  | Anche Vescovo di Sant'Asaph dal 1889.                                                   |
| 1934                   | 1944                   | Charles Green          | Fu Vescovo di Swansea e Brecon; anche Vescovo di Llandaff dal 1939; è morto in carica.  |
| 1944                   | 1949                   | David Prosser          | Anche Vescovo di Monmouth dal 1945.                                                     |
| 1949                   | 1957                   | John Morgan            | Fu Vescovo di Swansea e Brecon; anche Vescovo di Llandaff dal 1939; è morto in carica.  |
| 1957                   | 1967                   | Edwin Morris           | Anche Vescovo di Monmouth dal 1945.                                                     |
| 1968                   | 1971                   | Glyn Simon             | Fu Vescovo di Swansea e Brecon; anche Vescovo di Llandaff dal 1957.                     |
| 1971                   | 1982                   | Gwilym Williams        | Anche Vescovo di Bangor dal 1957.                                                       |
| 1983                   | 1986                   | Derrick Childs         | Anche Vescovo di Monmouth dal 1972.                                                     |
| 1986                   | 1991                   | George Noakes          | Anche Vescovo di St Davids dal 1981.                                                    |
| 1991                   | 1999                   | Alwyn Rice Jones       | Anche Vescovo di Sant'Asaph dal 1981.                                                   |
| 1999                   | 2002                   | Rowan Williams         | Anche Vescovo di Monmouth dal 1992; è stato Arcivescovo di Canterbury dal 2002 al 2013. |
| 2003                   | 2017                   | Barry Morgan           | Fu Vescovo di Bangor; anche Vescovo di Llandaff dal 1999.                               |
| 2017                   | in carica              | John Davies            | Anche Vescovo di Swansea e Brecon dal 2008                                              |
| Fonti:                 |                        |                        |                                                                                         |